# Węgierska Koalicja
Węgierska Koalicja (węg. Magyar Koalíció, słow. Maďarská koalícia, MK) – słowacka koalicja wyborcza, istniejąca w latach 1994–1998, reprezentująca 10% mniejszość węgierską w tym kraju. 
Przed pierwszymi w niepodległej Słowacji wyborami parlamentarnymi w 1994 trzy główne partie mniejszości węgierskiej zawarły 21 lipca 1994 w Bratysławie koalicję pod nazwą Magyar Koalíció – Maďarská koalícia. 
Partie, które weszły w skład koalicji: 
- Maďarské kresťanskodemokratické hnutie – Magyar Kereszténydemokrata Mozgalom (MKDH-MKDM),
- Együttélés – spolužitie (ESWS),
- Magyar Polgári Párt – Maďarská občianska strana (MPP-MOS).

Listy wyborcze w poszczególnych czterech okręgach wyborczych otwierali: 
- László Flórián,
- Béla Bugár,
- Zsolt Komlósy,
- Barnabás Ferkó.

W wyniku wyborów MK otrzymała 10,19% głosów i 17 mandatów, co dało jej trzecie miejsce. Słowaccy Węgrzy w kadencji 1994–1998 znaleźli się w składzie opozycji parlamentarnej. 
Przed kolejnymi wyborami parlamentarnymi w 1998, w związku ze zmianami w ordynacji wyborczej, partie koalicji węgierskiej musiały przeprowadzić unifikację. 21 czerwca 1998 odbył się w mieście Dunajská Streda zjazd zjednoczeniowy partii węgierskich. Powstała nowa partia pod nazwą Strana maďarskej koalície. Już wcześniej, 22 maja 1998, jedna z partii węgierskich (MKDH-MKDM) zmieniła w rejestrze partii politycznych swoją nazwę na nową nazwę wspólnej formacji.